# Retrato del rey Carlos VII
Retrato de Carlos VII es un cuadro del pintor Jean Fouquet, realizado en torno a 1445-1450, que se encuentra en el Museo del Louvre.

## El tema

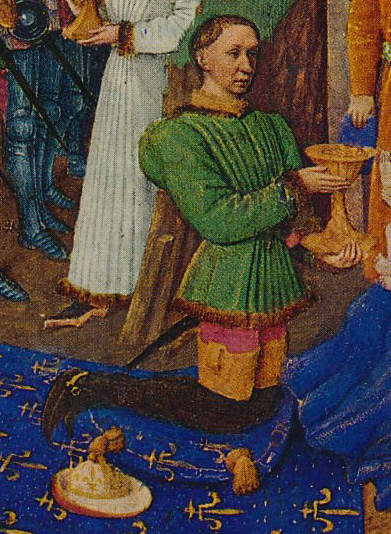
Carlos VII como rey Gaspar, 1452, Jean Fouquet.

La obra es un retrato de Carlos VII, rey francés desde 1429 hasta su muerte en 1461. Denominado “El victorioso” reinó en parte gracias a los esfuerzos de Juana de Arco por liberar Francia de la ocupación inglesa.
La tabla se encontraba en la Santa Capilla de Bourges, un edificio construido por el duque de Berry, pero que fue totalmente destruido por el rey Luis XV en el 1757.
El mismo pintor retrató a Carlos VII como rey Gaspar en otra de sus obras.

## Descripción de la obra
El monarca se presenta en pose orante frente a unas cortinas de trazo algo grueso. El marco de la obra, que es el original lleva la inscripción “El muy victorioso rey de Francia Carlos séptimo de ese nombre”.